# Smolenski rajon (Smolensk)
Der Smolenski rajon (russisch Смоленский район) ist ein Rajon in der Oblast Smolensk in Russland. Er liegt im westlichen Bereich der Oblast. Auf einer Fläche von 2895 km² leben 45.100 Einwohner (2010). Verwaltungszentrum des Rajons ist die Stadt Smolensk mit etwa 327.000 Einwohnern (2010), die aber selbst nicht zum Rajon gehört, sondern einen eigenständigen Stadtkreis bildet.
Benachbarte Rajons sind – im Uhrzeigersinn von Norden aus: Demidowski, Duchowschtschinski, Kardymowski, Potschinkowski, Monastyrschtschinski, Krasninski und Rudnjanski.